# A láthatatlan sugár (1936)
A láthatatlan sugár 1936-os fekete-fehér sci-fi, horrorfilm, Lugosi Béla és Boris Karloff főszereplésével. Rendezte Lambert Hillyer.

## Cselekmény
Dr. Janos Rukh tudós meg van győződve arról, hogy egy radioaktív meteorit zuhant le Afrikában évmilliókkal ezelőtt. Úgy véli, hogy ez a meteorit olyan anyagból áll, amely erősebben sugároz, mint a rádium. Rukh expedíciót indít az afrikai holdhegységbe, hogy bebizonyítsa elméletét. Ő és kollégája, Dr. Benet, az expedíció második vezetője ezután egy vulkáni kráterben találja meg az anyagot. Dr. Rukh, aki hozzáér az általuk Rádium X-nek nevezett anyaghoz, majdnem azonnal meghal, de Dr. Benet-nek van ellenszere, és megmenti kollégáját a biztos haláltól. Rukh megmenekül, de ettől kezdve paranoiában szenved. Először az expedíció néhány tagját gyanúsítja azzal, hogy saját maguknak akarják követelni a felfedezését, ezért néhányukat megöli, köztük Dr. Benet-t is. Aztán azt képzeli, hogy a feleségének viszonya van valakivel. Rukh a feleségét is meg akarja ölni, de ebben megakadályozzák. Rukhnak továbbra is rendszeresen kell szednie a Dr. Benet által adott ellenszert. Rukh édesanyja, aki mostanra már tudja, mit tett a fia, megsemmisíti a drogot. A drog nélkül Rukh már teljesen az őrület rabja. Végül lángba borul, és kiveti magát az ablakon.

## Szereplők
- Boris Karloff – Dr. Janos Rukh
- Lugosi Béla – Dr. Felix Benet
- Frances Drake – Diane Rukh, a tudós felesége
- Frank Lawton – Donald Drake
- Walter Kingsford – Sir Francis Stevens
- Beulah Bondi – Arabella Stevens
- Violet Kemble Cooper – dr. Rukh anyja

## Fordítás
- Ez a szócikk részben vagy egészben  a   Tödliche Strahlen című német Wikipédia-szócikk fordításán alapul.  Az eredeti cikk szerkesztőit annak laptörténete sorolja fel. Ez a jelzés csupán a megfogalmazás eredetét és a szerzői jogokat jelzi, nem szolgál a cikkben szereplő információk forrásmegjelöléseként.